# Fortunato Frezza
Fortunato Frezza (Roma, 6 febbraio 1942) è un cardinale e arcivescovo cattolico italiano, dal 29 settembre 2013 canonico di San Pietro in Vaticano.

## Biografia
Nasce a Roma il 6 febbraio 1942 da Marzio Adelmo Frezza e Rosa Orsini.

### Formazione e ministero sacerdotale
Compie gli studi in preparazione al sacerdozio nel seminario minore di Bagnoregio e successivamente nel seminario maggiore di Viterbo.
Il 28 giugno 1966 è ordinato presbitero, a Sipicciano, per la diocesi di Bagnoregio dal vescovo Luigi Rosa.
Dopo l'ordinazione svolge l'incarico di coadiutore della parrocchia della cattedrale di Bagnoregio e nel frattempo continua gli studi: nel 1967 ottiene la licenza in teologia presso la Pontificia Università Gregoriana, mentre nel 1977 consegue la laurea in sacra scrittura presso il Pontificio istituto biblico, con una tesi filologica sul libro del profeta Michea.
Dal 1971 al 1984 è parroco di Sipicciano e, al contempo, insegna sacra scrittura alla Pontificia Università Gregoriana come assistente, al seminario regionale de "La Quercia" a Viterbo, negli istituti di scienze religiose di Albano Laziale, Civita Castellana e Viterbo, allo studentato teologico internazionale dei Giuseppini del Murialdo a Viterbo e presso i salesiani in Terra santa.
Nel 1983 inizia a lavorare presso la segreteria generale del Sinodo dei vescovi; il 23 giugno 1997 papa Giovanni Paolo II lo nomina sottosegretario del medesimo organismo, mentre il 18 marzo 1999 gli conferisce il titolo onorifico di prelato d'onore di Sua Santità.
Il 13 dicembre 2011 papa Benedetto XVI lo conferma nell'incarico di sottosegretario fino al compimento del 72º anno di età.
Il 29 settembre 2013 è nominato da papa Francesco canonico del capitolo della basilica di San Pietro in Vaticano, di cui diviene camerlengo nel 2022.
Durante il suo ministero è stato anche assistente spirituale per il personale della direzione di sanità e igiene del Governatorato dello Stato della Città del Vaticano, assistente spirituale presso alcuni monasteri femminili e cappellano della squadra di calcio A.S. Roma.

### Ministero episcopale e cardinalato
Il 29 maggio 2022, al termine del Regina Caeli, papa Francesco annuncia la sua creazione a cardinale.
Il 7 giugno seguente gli viene assegnata la sede titolare di Treba con dignità di arcivescovo, a titolo personale, in conformità al motu proprio Cum Gravissima, promulgato da papa Giovanni XXIII il 15 aprile 1962, il quale stabilisce che tutti i cardinali devono essere per regola ordinati vescovi.
Il 23 luglio riceve l'ordinazione episcopale, nella basilica di San Pietro in Vaticano, dal cardinale Mauro Gambetti, arciprete della Basilica Vaticana e vicario generale per la Città del Vaticano, co-consacranti Edgar Peña Parra, arcivescovo titolare di Telepte e sostituto per gli affari generali della Segreteria di Stato, e Jesús Esteban Catalá Ibáñez, vescovo di Malaga.
Nel concistoro del 27 agosto seguente papa Francesco lo crea cardinale diacono di Santa Maria in Via Lata. Avendo già ottant'anni al momento dell'annuncio, non avrà il diritto di entrare in conclave e di essere membro dei dicasteri della Curia romana, in conformità all'art. II § 1-2 del motu proprio Ingravescentem Aetatem, pubblicato da papa Paolo VI il 21 novembre 1970. L'8 dicembre prende possesso della diaconia.

## Genealogia episcopale
La genealogia episcopale è:
- Cardinale Scipione Rebiba
- Cardinale Giulio Antonio Santori
- Cardinale Girolamo Bernerio, O.P.
- Arcivescovo Galeazzo Sanvitale
- Cardinale Ludovico Ludovisi
- Cardinale Luigi Caetani
- Cardinale Ulderico Carpegna
- Cardinale Paluzzo Paluzzi Altieri degli Albertoni
- Papa Benedetto XIII
- Papa Benedetto XIV
- Cardinale Enrico Enriquez
- Arcivescovo Manuel Quintano Bonifaz
- Cardinale Buenaventura Córdoba Espinosa de la Cerda
- Cardinale Giuseppe Maria Doria Pamphilj
- Papa Pio VIII
- Papa Pio IX
- Cardinale Alessandro Franchi
- Cardinale Giovanni Simeoni
- Cardinale Vincenzo Vannutelli
- Cardinale Giovanni Battista Nasalli Rocca di Corneliano
- Cardinale Marcello Mimmi
- Arcivescovo Giacomo Palombella
- Cardinale Michele Giordano
- Cardinale Agostino Vallini
- Cardinale Mauro Gambetti, O.F.M.Conv.
- Cardinale Fortunato Frezza

## Araldica
Blasonatura dello stemma: D'azzurro a tre fasce d'oro a spina di pesce col capo del medesimo caricato al centro di un libro aperto alle lettere Α e Ω dell'alfabeto greco tra due gigli d'azzurro.